# Kraljeva završnica (1987.)
Kraljeva završnica, hrvatski dugometražni film iz 1987. godine.